# Phalloceros titthos
Espèce
Phalloceros titthos est une espèce de poisson du genre Phalloceros et de la famille des Poeciliidae.